# 透明蚤
透明溞（学名：Daphnia hyalina）为溞科溞属的动物。分布于亚洲、欧洲、北美洲以及中国大陆的江西、湖北、河北、吉林、云南等地，属于是敞水区典型的浮游种类。属于广温性物种，其常栖息于较大的贫营养型湖泊中以及小型湖泊、池塘中。